# Apeadero de Ferragudo-Parchal
El Apeadero de Ferragudo, también conocido por Apeadero de Parchal, es una plataforma ferroviaria de la Línea del Algarve, que sirve a las localidades de Ferragudo y Parchal, en el ayuntamiento de Lagoa, en Portugal. Fue inaugurado, con la denominación de Estación de Portimão, el 15 de febrero de 1903.

## Características
Este apeadero era, en 2012, utilizado por servicios regionales de pasajeros, operados por la transportadora Comboios de Portugal.

## Historia

### Planificación y construcción
El proyecto original para esta plataforma, aprobado por el Consejo Técnico de Obras Públicas el 8 de abril de 1900, incluía la construcción de una cochera para locomotoras, viviendas para el personal y de un canal fluvial y respectivo muelle para que los barcos pudiesen acceder directamente a la estación; este canal se encontraba en construcción en septiembre de 1902, pero la construcción del muelle no fue aprobada hasta el 27 de julio de 1903. Aunque el proyecto previese la futura continuación a Lagos y la construcción de una estación ferroviaria junto a Portimão, los elevados costes encargados en la construcción de un puente sobre el Río Arade forzaron a que, durante 19 años, el ferrocarril se hubiese desviado por Ferragudo.

### Inauguración
La inauguración de esta plataforma, entonces con la categoría de estación, estaba prevista, a septiembre de 1902, para el 1 de noviembre del mismo año; no obstante, hasta el día 15 de febrero de 1903 en que fue inaugurada, con grandes festejos, no se dio por concluida la construcción del Ramal de Portimão. El 6 de julio de 1903, el Consejo de Administración de los Ferrocarriles del Estado modificó el nombre de esta plataforma a Portimão-Ferragudo.
Después de la inauguración de la continuación del ramal hasta Lagos y de la apertura de la nueva Estación de Portimão, el 30 de julio de 1922, esta plataforma pasó a tener el nombre de Ferragudo.
Esta estación era utilizada por veraneantes, que se desplazaban a la Playa de Ferragudo.
En los primeros años del siglo XX, esta estación también expedía petróleo para iluminación, en régimen de Baja Velocidad.
A partir de 1989, fue rebajado de la categoría de estación a apeadero.